# José Alvarez Mácua
Dom Frei José del Perpetuo Socorro Alvarez Mácua, OAR, (20 de março de 1906 – 26 de fevereiro de 1974), foi um bispo católico espanhol e prelado de Lábrea.
Ingressou nos Agostinianos Recoletos aos dezesseis anos e fez a profissão dos votos em 12 de outubro de 1923. Cursou Filosofia, e depois Teologia no Seminário Nossa Senhora Aparecida, em Franca. Alvarez Mácua foi ordenado padre em 15 de dezembro de 1929, em Ribeirão Preto, por D. Alberto José Gonçalves. Iniciou a vida sacerdotal em Lábrea e em 1934, foi transferido para Manaus. No mesmo ano, foi nomeado vigário de Soure, na Ilha do Marajó. Depois de uma rápida estada em Cachoeiro do Itapemirim, foi nomeado Superior da residência de Belém do Pará.
Alvarez Mácua foi nomeado Administrador Apostólico de Lábrea em 5 de junho de 1944, e em 13 de dezembro de 1947 foi nomeado bispo com a sé titular de Colybrassus.
Recebeu a ordenação episcopal no dia 1 de fevereiro de 1948, das mãos do Cardeal Jaime de Barros Câmara, Arcebispo de São Sebastião do Rio de Janeiro. Os principais co-consagradores foram D. Manuel da Silveira d'Elboux,
Bispo de Ribeirão Preto, e D. Gregório Alonso Aparicio, OAR, Prelado de Marajó.
Dom Frei José Alvarez Mácua participou das quatro sessões do Concílio Vaticano II como padre conciliar. Foi concelebrante da ordenação de D. Alquilio Álvarez Díez, OAR (1967). Historiador, poeta e jornalista, foi autor de Igreja de São José - Ribeirão Preto - Resenha Histórica 1899-1974, publicado em 1975.
Renunciou ao múnus episcopal em 30 de novembro de 1967.